# غلام‌آباد (کوهرنگ، جنوب)
غلام‌آباد (کوهرنگ) روستایی از توابع بخش مرکزی شهرستان کوهرنگ در استان چهارمحال و بختیاری ایران است.

## جمعیت
این روستا در دهستان دشت زرین قرار دارد و براساس سرشماری مرکز آمار ایران در سال ۱۳۸۵، جمعیت آن ۸۹ نفر (۱۶خانوار) بوده‌است.